# 機器人嘉年華
《機器人嘉年華》（日语：ロボットカーニバル）是一部於1987年7月21日發售的日本多段式動畫合輯式OVA，由萬代影視出品。該作品是由八位導演以綜合形式，創作了七篇以「機器人」為主題的短片合集。
在海外部分，《機器人嘉年華》於1999年由先驱在北美發行，並在2000年由萬代影視在影院發行，其中片段順序略有重新排列。

## 作品列表

### 「開場」/「結尾」
製作人員
- 導演・場景・分鏡 - 大友克洋
- 角色設計・原畫 - 福岛敦子
- 美術 - 山本二三
- 效果 - 佐藤一俊（E&M）

### 科學怪人的齒輪
製作人員
- 導演・場景・角色設計 - 森本晃司
- 美術 - 池畑祐治
- 效果 - 佐藤一俊（E&M）

### DEPRIVE
製作人員
- 監督・場景・角色設計 - 大森英敏
- 美術 - 松本健治
- 效果 - 佐佐木純一（動畫音效製作）

### 存在
製作人員
- 導演・編劇・角色設計- 梅津泰臣
- 作畫協力 - 寺沢伸介、二村秀樹
- 美術 - 山川晃
- 效果 - 森賢二（Fizz Sound Creation）

聲優
主角：森次晃嗣
少女：町田淳子
奶奶：花形惠子
女兒（結婚後）：瀧澤久美子 / 女兒（結婚前・孩童）：村田彩
孫子：藤枝成子
同僚：梅津秀行
男A：稲垣悟 / B：梅津秀行 / C：澤木郁也
孩子A：菊池英博 / B：浪川大輔 / C：中村竜彦 / D：菊池英博
小型機器人：瀧澤久美子

### STARLIGHT ANGEL
製作人員
- 導演・編劇・角色設計 - 北爪宏幸
- 美術 - 島崎唯
- 效果 - 森賢二（Fizz Sound Creation）

### CLOUD
製作人員
- 導演・編劇・角色設計・美術 - マオラムド（大橋學）
- 原畫 - 大橋學
- 動画 - 大橋初根、大橋志歩
- 效果 - 諏原株式會社

### 明治機械文明奇譚〜紅毛人襲來之卷〜
製作人員
- 導演・編劇 - 北久保弘之
- 角色設計 - 貞本義行
- 機械設計 - 前田真宏
- 作画協力 - 毛利和昭、森山雄治、川名久美子
- 美術 - 佐佐木洋
- 效果 - 佐佐木純一（動畫音效製作）

聲優
三吉：富山敬
彌生：横山智佐
福助：三輪勝惠
傳次郎：鹽澤兼人
大丸：西尾德
約翰·傑克·沃爾克森三世：James・R・Bowers

### 雞人和紅脖子
製作人員
- 導演・編劇・角色設計 - 中村孝
- 美術 - 沢井裕滋
- 效果 - 佐佐木純一（動畫音效製作）

## 總製作人員
- 演出 - 鈴木幸雄、殿勝秀樹
- 演出助手 - 木村哲
- 色指定 - 村上和子、前原幸弘
- 檢查 - 滝口佳子
- 特殊効果 - 榊原豊彦、阿部郷、寺岡伸治
- 攝影監督 - 森田俊昭
- 攝影 - トランスアーツ
- 音樂 - 久石讓、藤田意作、武市昌久（日语：武市昌久）
- 音響監督 - 本田保則（日语：本田保則）
- 製作 - 野村和史、APPP（日语：アナザープッシュピン・プランニング）

## 發行
《機器人嘉年華》OVA於1987年7月21日通過JVC在日本以VHS和鐳射影碟形式發行。Streamline Pictures製作人卡爾·梅塞克（Carl Macek）獲得了OVA的發行許可權，於1980年代後期在北美的影院發行《機器人嘉年華》。
2000年11月，Beam Entertainment 在日本發行了限量版《機器人嘉年華》DVD。2015 年， Discotek Media在美國發行了《機器人嘉年華》第1區DVD，並於2018年發行了藍光影音光碟版。但本片目前仍未在日本發行BD版本。

## 另見
- 迷宫物語 – 大友1987年參與的短篇合輯式電影。
- 回憶三部曲 – 大友1995年主導的短篇合輯式電影。
- 天才狂歡派對 – 2007年和2008年上映的短篇合輯式電影。
- 鬼．火．熊．武 – 大友2013年主導的短篇合輯式電影。

## 外部連結
- 互联网电影数据库（IMDb）上《機器人嘉年華》的资料（英文）
- Anime News Network's "Buried Treasure" article on Robot Carnival （页面存档备份，存于）